# 南凭高速铁路
南凭高速铁路，是位于中华人民共和国广西壮族自治区境内的高速铁路，由一期南宁至崇左段（又称南崇城际铁路）和二期崇左至凭祥段（又称崇凭城际铁路）组成。是广西境内第一条由自治区自主投资建设的城际高速铁路，同时也是西部陆海新通道重要项目。
项目建成后，南宁至崇左的旅行时间将由目前的2小时缩短至半小时；并成为一条中国通往越南乃至东盟国家的重要国际客运通道，线路西端将会经湘桂线与越南的同登至河内铁路相连，经河内与万象-曼谷-吉隆坡-新加坡相通，而东端经南宁枢纽与南广、柳南、南昆高铁及贵南高铁相连，由此形成中国与东盟中南半岛的交通大动脉。

## 计划及施工

### 南宁至崇左段
南崇段正线全长119.3公里，设计时速250公里，概算总投资183.2亿元人民币，建设工期4年，预计2022年建成通车；全线设南宁站、吴圩机场站、扶绥南站、渠旧南站（预留）、崇左南站5个车站。
2017年4月10日，中国铁路总公司组织现场踏勘；4月11日至13日，铁总鉴定中心在南宁组织召开了南崇城际铁路可行性研究审查会。5月2日，南宁至崇左段环境影响评价及社会稳定风险评价第一次公示；6月12日，进行环评第二次公示；6月13日，南崇段环境影响报告书公示。
6月28日，南崇城际铁路暨崇左南站综合体项目开工现场会在崇左举行。12月19日，南崇段获广西壮族自治区发改委核准批复。
2018年1月26日，项目环境影响报告书获自治区环境保护厅批复。3月19-21日和6月11-12日，中国铁路总公司鉴定中心在北京组织召开该段初步设计技术审查会和鉴修审查会议。7月19日，初步设计获广西发改委批复。10月28日，南崇段全面开工建设。
2019年9月27日，南崇段开始由线下施工进入架梁阶段。
2020年5月1日，南宁段箱梁架设工作正式开始。
2021年7月30日，南崇段全面进入铺轨阶段。10月9日，广西首条高铁盾构隧道，南崇城际铁路留村隧道正式实现贯通。11月22日，南崇铁路全线桥梁架设全部完成。
2022年6月17日，南崇段全面启动静态验收工作。6月22日，南崇段引入南宁站站改施工顺利完成，与既有南宁站实现互联互通。8月10日，南崇铁路通过静态验收。8月18日，南崇铁路开始联调联试。10月13日，南宁至凭祥铁路南宁至崇左段开始满图试运行。12月5日，南崇段开通运营。

### 崇左至凭祥段
崇凭段正线全长81.12公里，桥隧比83.56%，设计时速250公里，项目投资约为149亿元，建设工期3.5年，预计2024年建成通车；全线设崇左南站、宁明东站、龙州站、凭祥东站4个车站。
2020年4月20日，崇左至凭祥段环境影响评价及社会稳定风险评价第一次公示；10月14日，进行环评第二次公示；12月24日，崇凭段环境影响报告书获得批复。
2020年5月11日至13日，新建崇左至凭祥铁路可行性研究评审会在南宁召开。
2020年9月28日，崇凭段开工。
2021年9月15日至16日，该段全线施工动员会在崇左市龙州县召开。
2022年10月8日，崇左至凭祥段全线首孔箱梁顺利架设。
2024年10月28日，南凭高铁崇凭段进入全面铺轨阶段。

## 車站一覽
| 车站名称                     | 南宁东站起计里程 （公里） | 启用日期       | 车站位置 | 车站位置 | 连接铁路                                                      | 城市轨道交通换乘路线                |
| ---------------------------- | ------------------------- | -------------- | -------- | -------- | ------------------------------------------------------------- | ----------------------------------- |
| 南宁东                       | 0                         | 2014年12月26日 | 南宁市   | 青秀區   | 南广铁路 柳南客运专线 南钦铁路 湘桂铁路                       | 南宁轨道交通1号线                   |
| 南宁                         | 11                        | 1951年3月10日  | 南宁市   | 西乡塘區 | 南广铁路 南昆铁路 南防铁路 柳南客运专线 湘桂铁路 南昆客运专线 | 南宁轨道交通1号线 南宁轨道交通2号线 |
| 吳圩機場                     | 39                        | 2022年12月5日  | 南宁市   | 江南區   |                                                               |                                     |
| 扶綏南                       | 68                        | 2022年12月5日  | 崇左市   | 扶綏縣   |                                                               |                                     |
| 崇左南                       | 125                       | 2022年12月5日  | 崇左市   | 江州區   |                                                               |                                     |
| 寧明東                       |                           | 建设中         | 崇左市   | 寧明縣   |                                                               |                                     |
| 龍州                         |                           | 建设中         | 崇左市   | 龍州縣   |                                                               |                                     |
| 憑祥東                       |                           | 建设中         | 崇左市   | 憑祥市   |                                                               |                                     |
| 注：斜线的车站及线路均未开通 |                           |                |          |          |                                                               |                                     |